# لاسلو برانیکوویتس
لاسلو برانیکوویتس (مجاری: László Branikovits؛ زادهٔ ۱۸ دسامبر ۱۹۴۹ – درگذشته ۱۶ اکتبر ۲۰۲۰) بازیکن فوتبال اهل مجارستان بود.
از باشگاه‌هایی که در آن بازی کرده‌است می‌توان به باشگاه فوتبال فرنتس‌واروش اشاره کرد.
وی به‌همراه تیم ملی فوتبال مجارستان در بازی‌های المپیک تابستانی ۱۹۷۲ شرکت کرده‌است.